# تحالف السيادة الغذائية الأمريكية

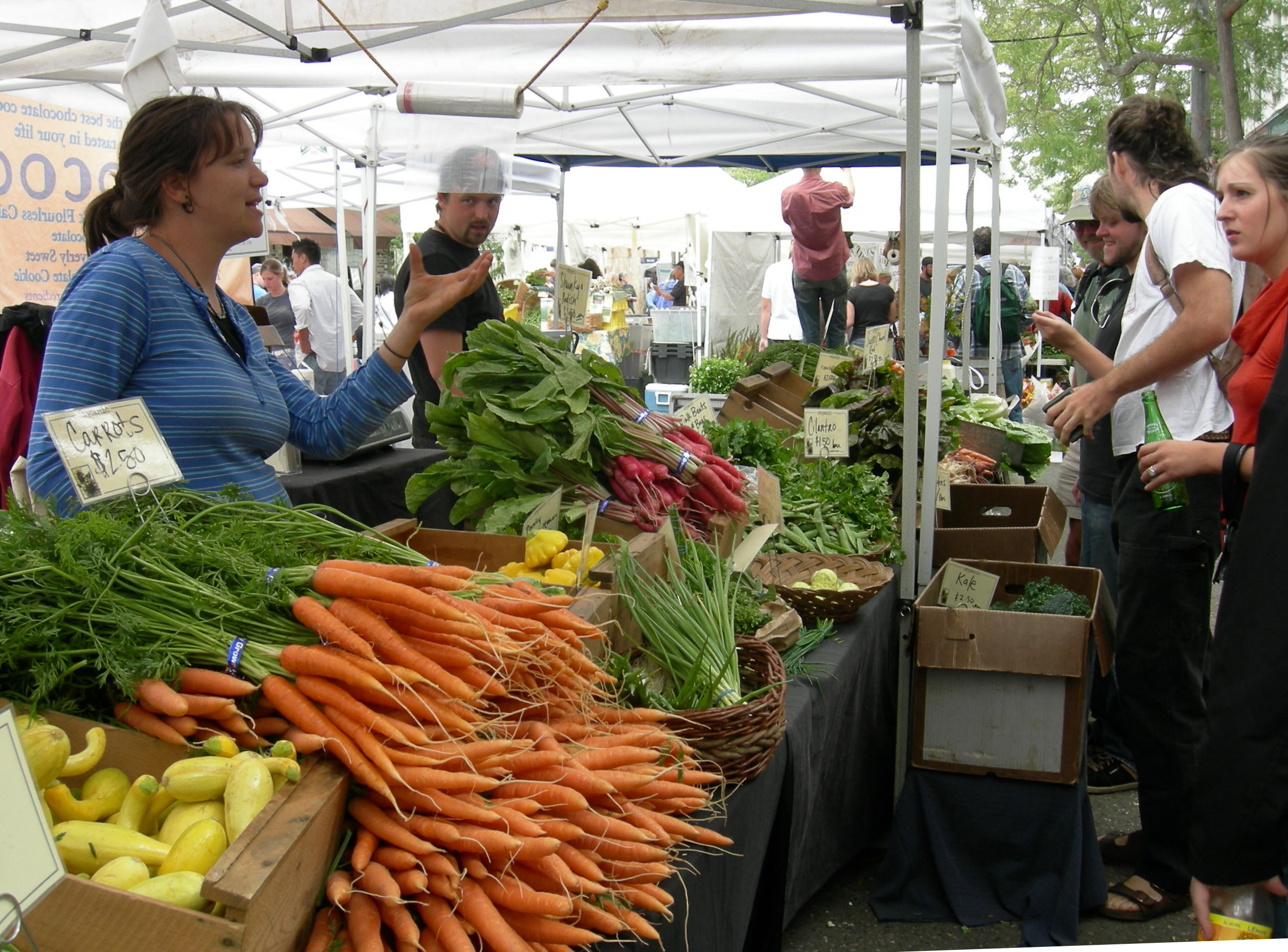
تحالف السيادة الغذائية الأمريكية يدعم الزراعة المحلية والحق في الحصول على طعام صحي كاف

تحالف السيادة الغذائية الأمريكية هو مجموعة من منتجي الأغذية، والعاملين، والهيئات البيئية، والدينية، والمدافعة عن العدالة الاجتماعية، والمناهضة للجوع، وأيضاً مركز الأبحاث التطبيقية، ومدافعي مزارع الأسرة، والشبكة البيئية للسكان الأصليين، والائتلاف الوطني للمزارع العائلية.
يدافع الاتحاد عن السيادة الغذائية، التي هي الحق في الغذاء الكافي والمناسب ثقافيًا لجميع الناس والمجتمعات، ويهدف إلى إعادة إقامة علاقات أفضل بين منتجي الأغذية والمستهلكين، ووضع احتياجات المزارعين المحليين، والصيادين، والسكان الأصليين والعمال المعدمين الأكثر تضررا من الجوع العالمي والفقر على مسئولية الأعمال التجارية الزراعية والشركات الكبرى بالإضافة إلى التوزيع الغير متوازن للغذاء.
يضم الاتحاد أربعة فرق للتحالف:انتزاع الأراضي والموارد، وحقوق المهاجرين والتجارة، والدفاع عنأمنا الأرض، والعنصرية والقيادة.
تحالف الولايات المتحدة للغذاء هو عضو في لجنة التخطيط الدولية من أجل السيادة الغذائية، وجمعية مراقبة الحق في الغذاء والتغذية، والتي تشمل: الخبز للعالم (Brot für die Welt)، وشبكة المعلومات والعمل الغذائي (FoodFirst Information and Action Network (FIAN، والمنظمة الدولية للتعاون التنموي المشتركة بين الكنائس Interchurch Organization for Development Cooperation). ويمنح التحالف جائزة السيادة الغذائية سنوياً.

## بيان المهمة
مهمة التحالف، وفقًا لوثيقة تأسيسها، هي كما يلي:
"يعمل تحالف الولايات المتحدة للغذاء على إنهاء الفقر، وإعادة بناء اقتصادات الأغذية المحلية، وتأكيد السيطرة الديمقراطية على نظام الأغذية. ونعتقد أن جميع الناس لديهم الحق في الغذاء الصحي المناسب من الناحية الثقافية، وينتج بطريقة سليمة بيئياً. وبصفتنا تحالفًا يجمع بين العدالة الغذائية، ومجموعات مكافحة الجوع، والعمل والبيئية والإيمان ومنتجي الأغذية، فإننا نتمسك بالحق في الغذاء كحق أساسي من حقوق الإنسان ونعمل على الحدمن الصعوبات والخلافات لأجل حركة السيادة الغذائية."